# Torre de rádio e televisão de Vilnius
A torre de rádio e televisão de Vilnius (Predefinição:Lsng-lt) foi construída em 1980 na cidade de Vilnius, Lituânia. Tem altura de 326,5 metros (1071 pés) e, até julho de 2019, é a 30.ª torre de estrutura independente mais alta do mundo.